# Spulerina hexalocha
Spulerina hexalocha là một loài bướm đêm thuộc họ Gracillariidae. Nó được tìm thấy ở Sierra Leone và Nam Phi.
Ấu trùng ăn Sclerocarya birrea và Sclerocarya caffra. Chúng có thể ăn lá nơi chúng làm tổ.